# ميلاد مجيد (فلم)
ميلاد مجيد أو جويٌّ نويل (بالفرنسية: Joyeux Noël) هو فيلم فرنسي إنتاج عام 2005 يحكي عن هدنة ليلة الميلاد التي حدثت خلال الحرب العالمية الأولى في ديسمبر 1914. يصوَّر الفيلم من خلال عيون الجنود الفرنسيين وو الالمان والاسكتلنديين. وقد كتب الفيلم وأخرجه كريستيان كاريون. وتم عرض الفيلم في مهرجان كان السينمائي عام 2005.
تم ترشيح الفيلم لجائزة أفضل فيلم باللغة الاجنبية (فيلم أجنبي) في جوائز الاوسكار السابعة والثمانين. كما كان الفيلم أحد آخر الأفلام التي ظهر فيها إيان ريتشاردسون قبل وفاته في 9 فبراير، 2007.
يستند هذا الفيلم إلى احداث حقيقية للهدنة خلال عيد الميلاد في الحرب العالمية الاولى على طول الجبهة الغربية.

## ملخص
تتمركز احداث الفيلم على ستة اشخاص رئيسية:
جوردون (ملازم في القوات الملكية الاسكتلندية) أوديبيرت (ملازم في المشاة الفرنسية 26) هورستماير (ملازم يهودي في المشاة الألمانية 93) بالمر (كاهن اسكتلندي) بالإضافة إلى نيكولاس سبرينك حبيبتة الدنماركية، وسوبرانو، واننا سورينسين نجمتا اوبيرا مشهورين.
يبدأ الفيلم بمشاهد عن تلاميذ يقرؤون الخطب الوطنية التي تحكي عن الثناء على الوطن وادانة الأعداء. في اسكتلندا، اخوة صغار، جوناثان وويليام، ينضون للقتال ويلتحق بهم الكاهن، الاب بالمر. في ألمانيا، تتم مقاطعة سبرينك عن الأداء من قبل ضابط ألماني يدعوه إلى الانضمام للالتحاق بالجيش الاحتياطي. اوديبرت ينظر إلى صورة لزوجته الحامل الذي كان عليه ان يترك زوجته -في الجزء المحتل من فرنسا امام خندقه مباشرة- ويتجهز للخروج إلى الخنادق.
قبل أيام قليلة من عيد الميلاد، تقود كل من القوات الفرنسية والاسكتلندية هجوما مشتركا على الخنادق الألمانية في فرنسا. الهجوم يسبب خسائر فادحة لكلا الطرفين، أحد الاخوة الاسكتلندينين ويليام يصاب بجروح مميتة مما يفرض على اخوه ان يتركه في الأرض المحرمة أو المحظورة على أحد خلال تراجعهم. اوديبرت يفقد محقظته (تحوي صورة لزوجته) في الخندق الأماني.
تبدأ الهدنة الغير رسمية عندما يبدأ الاسكتلندينيين بالغناء اغاني اعياد الميلاد باستخدام القرب (اداء موسيقية اسكتلندينية) يصل سبرينك وسورينسين –بعد ان رافق سبرينك سورينسين- إلى خطوط الجبهة الامامية ويبدأ سبرينك الغناء لقائده. ويبنما سبرينك يغني يرافقه عازف اسكتلندي من الجبهة الاسكتلندية. يستجيب له سبريمك ة يخرج من خندقه مع شجرة ميلاد صغيرة وهو يغني «اديستي فيديليس»
بعد ذلك يلتحق به قادة كل من فرنسا وألمانيا واسكتلندا ويجتمعوا في المنطقة المحظورة ويتفقوا على وقف اطلاق النار في المساء
يجتمع الجنود ويتمنو ليعضهم «جويٌّ نويل» «فروهي فايناختين» «ميري كريستماس» أو عيد ميلاد مجيد بلغة كل منهم. ثم يتبادلوا الشوكولاتة والشمبانيا وصور احبائهم، هورستماير يعطي اوديبرت محفظته التي تحوي صورة زوجته والتي خسرها في الهجوم قبل أيام. يحتفل بالمر والاسكتلندينين احتفال قداس موجز للجنود –كما كانت العادة في الكنيسة الكاثوليكية في ذلك الوقت- ولكن لا يزال جوناثان حزين على الخيه بالرغم مما يدور من حوله من احداث احتفال.
في صباح يوم الميلاد يجتمع ويشربون قهوة الصباح ثم يقرروا «دفن موتاهم في اليوم الذي ولد فيه المسيح». بعد ذلك، يلعب الجنود مرة القدم نع بعضهم البعض. وفي اليوم التالي وبعد ايواء بعضهم البعض وحماية بعضهم البعض من القصف المدفعي من خلال الجانبين، يقرر كل منهم انه حان الوقت لمضي كل منهم في طريقه الخاص.
الفرنسيون، الاسكتلندينيون، والالمان يجب عليهم الآن مواجهة العواقب الحتمية لصلحهم من رؤسائهم. بينما يعود الالمان إلى خنادقهم بعد وابل الحلفاء، يقرر سبرينك واننا ان يبقوا مع بعضهم وذلك عن طريق سؤالهم اوديبرت ان يأخذهم كسجينين ويرسلهم إلى قرية ليبقوا مع بعضهم البعض ويوافق اوديبرت على ذك ويرسلهم.
يتم إرسال الاب بالمر إلى بلده والتخلة عنه وذلك كوصمة عار عليه لموافقته على الهدنة. بالرغم من تأكيده على حسن نيته وإنسانية الهدنة، يتم توبيخه من قبل المطران الذي بعد ذلك يلقي خطاب للجنود الجدد يحث عليه على قتل وادانة الالمان والذي يصف فيه الالمان بالشر والاجرام. يسمع بالمر الخطبة فيقلع قلادة الصليب الذي يرتديها ويهم بالمغادرة.
يتم إرسال اوديبرت إلى مدينة فردان كعقاب له، ويستقبل توبيخ من ابيه الجنرال. ولكن يرد اوديبرت على ابيه ويخبره بأنه غير نادم لقراره على الإطلاق، كما انه يعرب ان تعاطفه واشمئزازه للمدنيين ولؤلئك الذين دائما ما يتكلمون عن التضحية دون علمهم بما يحدث حقا على ارض الميدان وفي الخنادق. كما انه يخبر والده بأمر حفيده ثم يوصيه ابوه بأن يحاولوا البقاء من اجله.
هورستماير وجنوده المنحصرون في القطار يتم اخبارهم من قبل ولي العهد انه سيتم شحنهم إلى الجبهة الشرقية كما انهم لن يروا عائلتهم بالرغم من مرور القطار بمدنهم. ثم بعد ذلك يدوس على آلة الهارمونيكا الخاصة بأحد الجنود كأشارة إلى ان هورستماير لا يستحق الصليب الحديدي. وبينما يبدأ القطار بالحركة يبدأ الجنود بهمهمة أغنية كانو قد تعلموها من الاسكتلندينين وهي «لِ هايم ديس فراتيرنايسيس» «احلم بوطن».

## فريق العمل
- ديان كروغر: اننا سورينسن
- بيننو فورمان: نيكولاس سبرينك
- جولاوم كانيت: اوديبرت
- غاري ليويس: الاب بالمر
- دانييل برول: هورستماير
- كريستيان كاريون: رئيس المنظمة البريطانية الطبية
- كريستوفر فولفورد: قائد القوات الملكية الاسكتلندية
- ماتياس هيرمان: موظف في المقر الألماني
- نيل ماكنولتي: جندي اسكتلندي

## التصنيف
تم تصنيف الفيلم تصنيف (أطفال تحت سن 17 مع مرافقة الاهل) في الولايات المتحدة الأمريكية. ولكن بعد نقد روجر ايبرت لتصنيف الفيلم تم تغيير التصنيف إلى (أطفال تحت سن 13 مع مرافقة الاهل).
		الجوائز

### جوائز
مهرجان ليدز الدولي للافلام: جائزة الجمهور، جائزة أفضل روائي لكريستيان كاريون 2005
مهرجان فالادوليد الدولي للافلام: جائزة الاتحاد الدولي لنقاد السينما لكريستيان كاريون 2005

### ترشيحات
جائزة الاوسكار لأفضل فيلم أجنبي لسنة 2006 في فرنسا
جائزة غولدن غلوب لأفضل فيلم أجنبي لسنة 2006 في فرنسا
الأكاديمية البريطانية للفيلم والتلفزيون لأفضل فيلم بلغة غير إنجليزية لكريستوفر روسينون وكريسيان كاريون
جائزة سيزار في فرنسا لأفضل تصميم ملابس وأفضل موسيقى مكتوبة لفيلم وأفضل إنتاج وأفضل كتابة

## وصلات خارجية
- مقالات تستعمل روابط فنية بلا صلة مع ويكي بيانات